# Ozero Prolobno
Ozero Prolobno (ryska: Озеро Пролобно) är en sjö i Belarus. Den ligger i den norra delen av landet, 240 km nordost om huvudstaden Minsk. Ozero Prolobno ligger 142 meter över havet. Arean är 0,63 kvadratkilometer. Den sträcker sig 1,7 kilometer i nord-sydlig riktning, och 0,9 kilometer i öst-västlig riktning.
I omgivningarna runt Ozero Prolobno växer i huvudsak blandskog. Runt Ozero Prolobno är det ganska glesbefolkat, med 34 invånare per kvadratkilometer.